# Гай Атилий Серан (консул 106 пр.н.е.)
Вижте пояснителната страница за други личности с името Гай Атилий Серан.
Гай Атилий Серан (на латински: Gaius Atilius Serranus) e политик на Римската република през 2 век пр.н.е. Произлиза от плебейската фамилия Атилии.
През 106 пр.н.е. е избран за консул заедно с Квинт Сервилий Цепион.
Цицерон го описва като stultissimus homo.
Атилий умира 87 пр.н.е.